# Metzerlen-Mariastein
Metzerlen-Mariastein (oficialmente hasta 2003 Metzerlen) es una comuna suiza del cantón de Soleura, situada en el distrito de Dorneck. Limita al norte con las comunas de Rodersdorf y Leymen (FR-68), al este con Hofstetten-Flüh, al sureste con Blauen (BL) y Dittingen (BL), al sur con Röschenz (BL) y Burg im Leimental (BL), y al oeste con Biederthal (FR-68).